# Jakob Johansson (ishockeyspelare)
För andra betydelser, se Jakob Johansson (olika betydelser).
Jakob Johansson, född 3 januari 1979 i Glimåkra, är en svensk före detta ishockeyspelare som spelat i Rögle BK. Han har spelat två säsonger med Brynäs, men återvände till Rögle BK 2005. Johansson håller flera klubbrekord i Rögle, bl.a. flest spelade matcher (797), flest assist samt även flest utvisningsminuter.
Han är yngre bror till backen Daniel Glimmenvall, som tidigare också har spelat för Rögle BK & Brynäs IF. Båda två har Glimma som moderklubb.
Johanssons tröjnummer 26 hänger i taket i Catena Arena.

## Klubbar
- Glimma HK (1994-1995) Moderklubb
- Rögle BK (1995-2003)
- Brynäs IF (2003-2004)
- Rögle BK (2004-2014)